# 木村とご飯
『木村とご飯』（きむらとごはん）は、2006年10月7日から同年12月23日までテレビ東京で放送されたプラファー製作のトークバラエティ番組。テレビ大阪などの系列地方局でも遅れネットで放送された（後述）。

## 概要
番組タイトルが示す通り、木村祐一が「芸人レシピ」と呼ばれる秘伝書を完成させるため、ゲストのお笑い芸人や漫才師たちとともに「食と芸人人生」をテーマにトークをしていた番組である。「芸人レシピ」に載ることのできる芸人は厳選された12組のみで、この時間帯には見ることのできない大御所芸人が出演することもあった。トークの内容は、デビュー前について語る「仕込み」、デビュー後の活動や芸人仲間について語る「味付け」、現在のお笑い観や今後の活動について語る「完成」の3つによって構成されていた。
テレビ東京における次番組は、同じく木村主演のテレビドラマ『おかわり飯蔵』。

## 出演者

### レギュラー
- 木村祐一

### ゲスト
- 1杯目 オール巨人 - OKONOMIYAKIのろ
- 2杯目 関根勤 - イル グラッポロ・ダ ミウラ
- 3杯目 インパルス
- 4杯目 出川哲朗
- 5杯目 桂三枝（現・六代目桂文枝）
- 6杯目 フットボールアワー
- 7杯目 ほっしゃん。（現・星田英利）
- 8杯目 今いくよ・くるよ
- 9杯目 FUJIWARA
- 10杯目 山田花子
- 11杯目 博多華丸・大吉
- 12杯目 千原兄弟

### ナレーター
- 滝口順平

## スタッフ
- 構成 - 張眞英、山内正之
- TP （テクニカルプロデューサー） - 田熊克二（八峯テレビ）
- イラスト - 権田恭子
- 題字タイトル - 神谷英山
- ディレクター - 櫻田江利子、藤井敏嗣
- 演出 - 住田崇
- プロデューサー - 山本英夫、坂井茂樹、山本昭三、小林伸也
- 撮影協力 - OKONOMIYAKIのろ
- 制作協力 - 吉本興業、トリックスター
- 製作 - プラファー

## 放送局
| 放送対象地域   | 放送局         | 系列           | 放送日時                 | 放送日の遅れ                     |
| -------------- | -------------- | -------------- | ------------------------ | -------------------------------- |
| 関東広域圏     | テレビ東京     | テレビ東京系列 | 土曜 26時50分 - 27時20分 | -                                |
| 愛知県         | テレビ愛知     | テレビ東京系列 | 金曜 25時58分 - 26時28分 | 6日遅れ                          |
| 大阪府         | テレビ大阪     | テレビ東京系列 | 金曜 25時30分 - 26時00分 | 6日遅れ                          |
| 岡山県・香川県 | テレビせとうち | テレビ東京系列 | 土曜 24時55分 - 25時25分 | 14日遅れ                         |
| 福岡県         | TVQ九州放送    | テレビ東京系列 | 月曜 25時23分 - 25時53分 | 9日遅れ                          |
| 熊本県         | 熊本放送       | TBS系列        | 日曜 11時00分 - 11時30分 | 36日遅れ                         |
| 岐阜県         | 岐阜放送       | 独立UHF局      | 火曜 24時15分 - 24時45分 | 2007年1月9日 - 2007年3月27日放送 |

| テレビ東京 土曜26:50枠                 | テレビ東京 土曜26:50枠                 | テレビ東京 土曜26:50枠         |
| 前番組                                 | 番組名                                 | 次番組                         |
| -------------------------------------- | -------------------------------------- | ------------------------------ |
| 夏目ナナの夜も楽しく （26:50 - 27:20） | 木村とご飯 （2006年10月 - 2006年12月） | おかわり飯蔵 （26:50 - 27:20） |